# Конет Василь Іванович
Василь Іванович Конет (15 березня 2002, с. Ворвулинці, Україна — 1 березня 2022, невідомо, Україна) — український військовик, солдат 3 БрОП Національної гвардії України, учасник російсько-української війни. Кавалер ордена «За мужність» III ступеня (2022, посмертно).

## Життєпис
Василь Конет народився 15 березня 2002 року у селі Ворвулинцях, нині Заліщицької громади Чортківського району Тернопільської області України.
Закінчив Ворвулинську загальноосвітню школу.
Після школи восени у 2021 році підписав контракт з НГУ і пішов служити в 3-тю окрему бригаду оперативного призначення НГУ.
Загинув 1 березня 2022 року у російсько-українській війні. Похований 14 березня 2022 року у родинному селі.

## Нагороди
- орден «За мужність» III ступеня (17 березня 2022, посмертно) — за особисту мужність і самовіддані дії, виявлені у захисті державного суверенітету та територіальної цілісності України, вірність військовій присязі[1].